# Cansano
Cansano là một đô thị thuộc tỉnh L'Aquila trong vùng Abruzzo Ý. Đô thị này có diện tích 40 km², dân số 270 người. Các làng trực thuộc:. Các đô thị giáp ranh gồm: Campo di Giove, Pacentro, Palena (CH), Pescocostanzo, Pettorano sul Gizio, Sulmona